# 反逆天使の墜落 (ジョルダーノ)
『反逆天使の墜落』 （はんぎゃくてんしのついらく、英: The Fall of the Rebel Angels）、または『悪魔を倒す聖ミカエル』（あくまをたおすせいミカエル、独: Erzengel Michael stürzt die abtrünnigen Engel、英: St. Michael Vanquishing the Devils）は、イタリア・バロック期のナポリ派の巨匠ルカ・ジョルダーノが1666年ごろ、キャンバス上に油彩で制作した祭壇画である。本来、どこの教会のために描かれたかは不明であるが、1796年以前にウィーンのミノリテ (Minorite) 教会から帝室コレクションに移され、現在、ウィーンの美術史美術館に所蔵されている。

## 主題
本作に描かれる大天使ミカエルは天界の守護天使であり、天の軍勢を率いて悪魔と闘う。絵画では鎧を身に着け、剣を手にし、悪魔を踏みつけて描かれることが多い。最後の審判の天使として、天秤を持った姿で表されることもある。
反逆天使 (悪魔) の墜落は対抗宗教改革時代の主要な主題であった。この主題は、あらゆる異端に対する闘争において、カトリック教会にそのプロパガンダを提示することを可能にしたのである。同時に、闘う天使の主題は暗黒の力に対する光の勝利をも象徴し、天国と地獄、祝福された者と罰せられた者が限定された空間内で対照される、意味深いキアロスクーロ的描写をする機会を画家に与えた。

## 作品

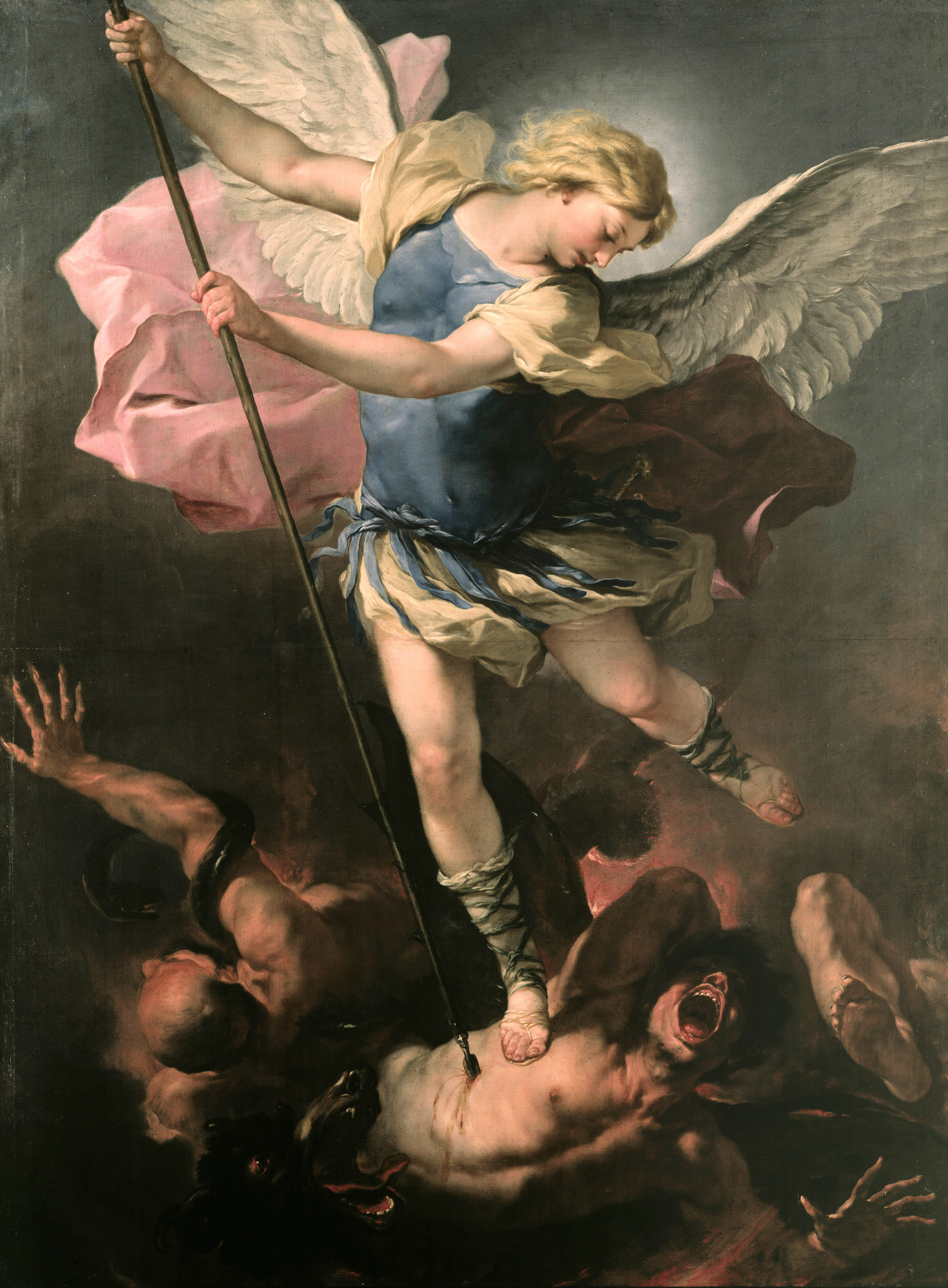
ルカ・ジョルダーノ『聖ミカエル』 (1663年ごろ)、絵画館 (ベルリン)

この絵画は、おそらくジョルダーノがヴェネツィアに滞在していた時期に制作され、生涯で彼が受けた2つの最も大きな影響を明らかにしている。大天使ミカエルにより撃退された反逆天使が描かれている画面下部は、師であるスペイン出身のナポリ派の画家ホセ・デ・リベラの厳しい自然主義を明瞭に示している。一方、ミカエルの人物像のある上部はヴェネツィア派絵画の色彩の影響を表している。
ジョルダーノは比較的少ない人物像を場面に表している。深い金色の背景の中、大天使はほとんどバレリーナのような動きでバランスをとり、従者に取り巻かれたルシファーの胸の上に立っている。ルシファーの羽根の後ろには、靄のようなスフマートで表現された地獄の火が見える。一見して劇的に見えるのは、実際には闘いそのものの描写ではない。ミカエルは地獄からやってきた悪魔たちを剣で攻撃しているのではなく、彼が存在するだけで悪魔たちを永遠に罰するのに十分であるかのごとく、何かの象徴のように剣を高く掲げているのである。
聖ミカエルの人物像は古代の図像を反映しており、それは広げられた翼、剣、天上的な衣服と赤いケープに現れている。本作より少し前の1663年ごろに、ジョルダーノは同主題の『聖ミカエル』 (ベルリン絵画館) を制作しているが、本作の聖ミカエルは槍の代わりに剣を持ち、兜を被っている点でベルリンの聖ミカエルと異なっている。